# Super A'Can

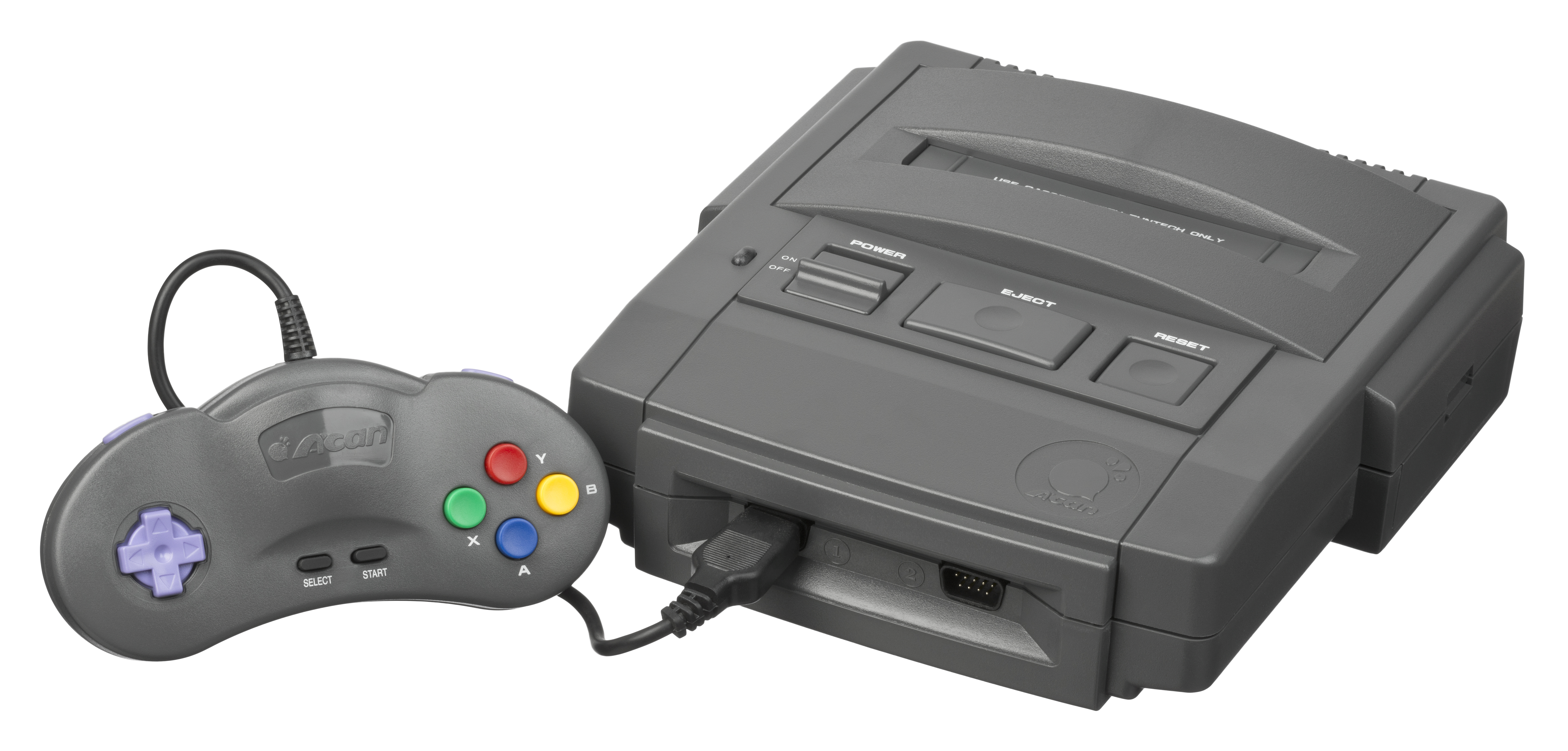
Super A'Can

Super A'can은 Funtech/Dunhuang Technology가 1995년 대만과 중국에서 독점 출시한 가정용 비디오 게임기이다. 이는 메가 드라이브 및 네오지오에도 사용되는 모토로라 68000 마이크로칩을 기반으로 한다. 이 시스템에 12개의 게임이 존재하는 것으로 확인되었다.

## 상업적 성과
Super A'Can은 초기 비용이 고객에게 너무 높기 때문에 실패했다. 더 강력하고 3D 그래픽을 제공하는 플레이스테이션, 닌텐도 64, 세가 새턴과 같은 5세대 비디오 게임 콘솔과 경쟁할 기회가 없었다. Super A'Can의 성능이 너무 저조하여 회사인 펀테크를 600만 달러가 넘는 손실을 입었다. 결국 펀테크는 시스템 생산과 개발 과정에서 모든 장비를 폐기하고 남은 시스템을 모두 스크랩 부품으로 미국에 매각했다.